# Soluzione regolare
In ambito termodinamico, una soluzione regolare è una soluzione che diverge dal comportamento di una soluzione ideale solo moderatamente.
Più precisamente può essere descritta dalla legge di Raoult modificata dalla funzione di Margules con un solo parametro {\displaystyle \alpha }:
{\displaystyle P_{1}=x_{1}P*_{1}f_{1,M}}
{\displaystyle P_{2}=x_{2}P*_{2}f_{2,M}}
dove Pi è la pressione parziale della sostanza i, P*i la sua pressione di vapore, xi la frazione molare, e la funzione di Margules è:
{\displaystyle f_{1,M}=e^{\alpha x_{2}^{2}}}
{\displaystyle f_{2,M}=e^{\alpha x_{1}^{2}}}
Si noti che la funzione di Margules contiene sempre la frazione molare opposta. Si può dimostrare che la prima espressione di Margules impone che l'altra deve avere la stessa forma usando la relazione imposta dall'equazione di Gibbs-Duhem per una miscela a due componenti.
Il valore di {\displaystyle \alpha } può essere interpretato come {\displaystyle W/RT}, dove {\displaystyle W=2U_{12}-U_{11}-U_{22}} rappresenta l'interazione di differenza tra i vicini simili e non simili.
Diversamente dal caso delle soluzioni ideali, le soluzioni regolari possiedono una entalpia di mistura dovuta al termine W. Se le interazioni tra molecole non simili sono più sfavorevoli di quelle tra molecole simili, c'è una competizione tra l'entropia del termine di mistura che produce un minimo nell'energia libera di Gibbs per x = 0,5 ed il termine di entalpia che ha un massimo per quel valore. Ad alte temperature l'entropia domina ed il sistema è completamente miscibile, a basse temperature la curva G avrà due minimi con un massimo intermedio. Il risultato è una separazione di fase. In generale ci sarà una temperatura dove i tre estremi coincidono ed il sistema diviene completamente miscibile. Questo punto è noto come punto critico di solubilità o punto di consolutezza.
In contrasto con la soluzione ideale, i volumi nel caso delle soluzioni regolari non sono più strettamente additivi ma devono essere calcolati dai volumi parziali molari che sono funzioni di x.